# Raymond Poulidor
Raymond Poulidor (Masbaraud-Mérignat, 15 april 1936 – Saint-Léonard-de-Noblat, 13 november 2019), bijgenaamd Poupou en Eeuwige Tweede, was een Frans wielrenner. Hij was actief als beroepsrenner tussen 1960 en 1977.

## Carrière

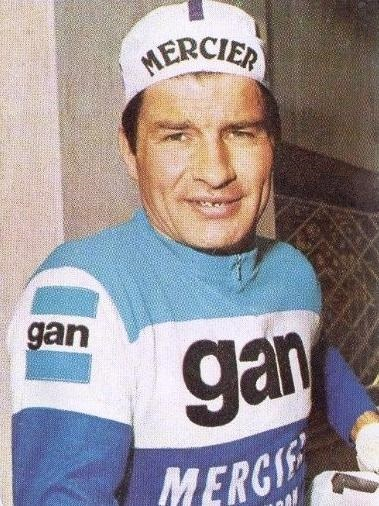
Poulidor in 1973

Poulidor was vooral populair omdat hij zich zo makkelijk kon schikken in zijn rol van underdog en tegenslagen kon incasseren. In Frankrijk is hij bekend onder zijn bijnaam Poupou. Hij wordt ook Eeuwige Tweede genoemd, omdat hij in vele wedstrijden net naast de hoofdprijs greep. Onder meer in de Ronde van Frankrijk werd hij driemaal tweede (1964, 1965 en 1974) en vijfmaal derde (1962, 1966, 1969, 1972 en 1976), zonder een etappe in de gele trui te hebben gereden. In het begin van zijn carrière was Jacques Anquetil zijn grootste rivaal, later kreeg hij te maken met Eddy Merckx.
In 1964 kwam Poulidor het dichtst bij een Tourzege. Op de Puy de Dôme vocht hij een duel uit met de grote favoriet Jacques Anquetil, die in tegenstelling tot Poulidor aan het einde van zijn krachten was. Anquetil wist zijn vermoeidheid echter te verbergen, waardoor Poulidor te lang wachtte met zijn aanval. In Parijs scheidden hem uiteindelijk slechts 55 seconden van de gele trui.
Als eerbetoon startte de negende etappe van de Ronde van Frankrijk 2004 in Saint-Léonard-de-Noblat, de woonplaats van Poulidor.

## Persoonlijk
Raymond Poulidor was de man van Gisele Bardet, de vader van Isabelle en Corinne, de schoonvader van wielrenner Adrie van der Poel en de grootvader van de wielrenners Mathieu en David van der Poel.
In oktober 2019 werd hij met vermoeidheidsklachten opgenomen in een ziekenhuis. Poulidor overleed een maand later op 83-jarige leeftijd.

## Trivia
- Poulidor legde met zijn Mercedes type 280SE, die hij in 1980 had gekocht, in 15 jaar maar liefst 740 000 kilometer af. Dit zonder vervanging van vitale onderdelen. Nadat de Duitse constructeur hierover was ingelicht, werd hem een nieuwe Mercedes-Benz E-Klasse E320 met automatische versnellingsbak en vele andere opties aangeboden. De oude wagen staat tentoongesteld op de Franse hoofdzetel van Mercedes-Benz in Parijs.[5][6]
- De familie Poulidor-Van der Poel reed bij elkaar opgeteld in 127 Monumenten (Raymond Poulidor 51, Adrie van der Poel 55 en Mathieu van der Poel 21) en nooit zijn ze afgestapt. In Parijs-Roubaix 1966 werd Poulidor wel gediskwalificeerd vanwege een illegale fietswissel, na als 17e te zijn geëindigd.[7]
- De art brut-kunstenaar Jean-Joseph Sanfourche (1929-2010) brengt in een lithografie een eerbetoon aan Raymond Poulidor[8].

## Belangrijkste overwinningen

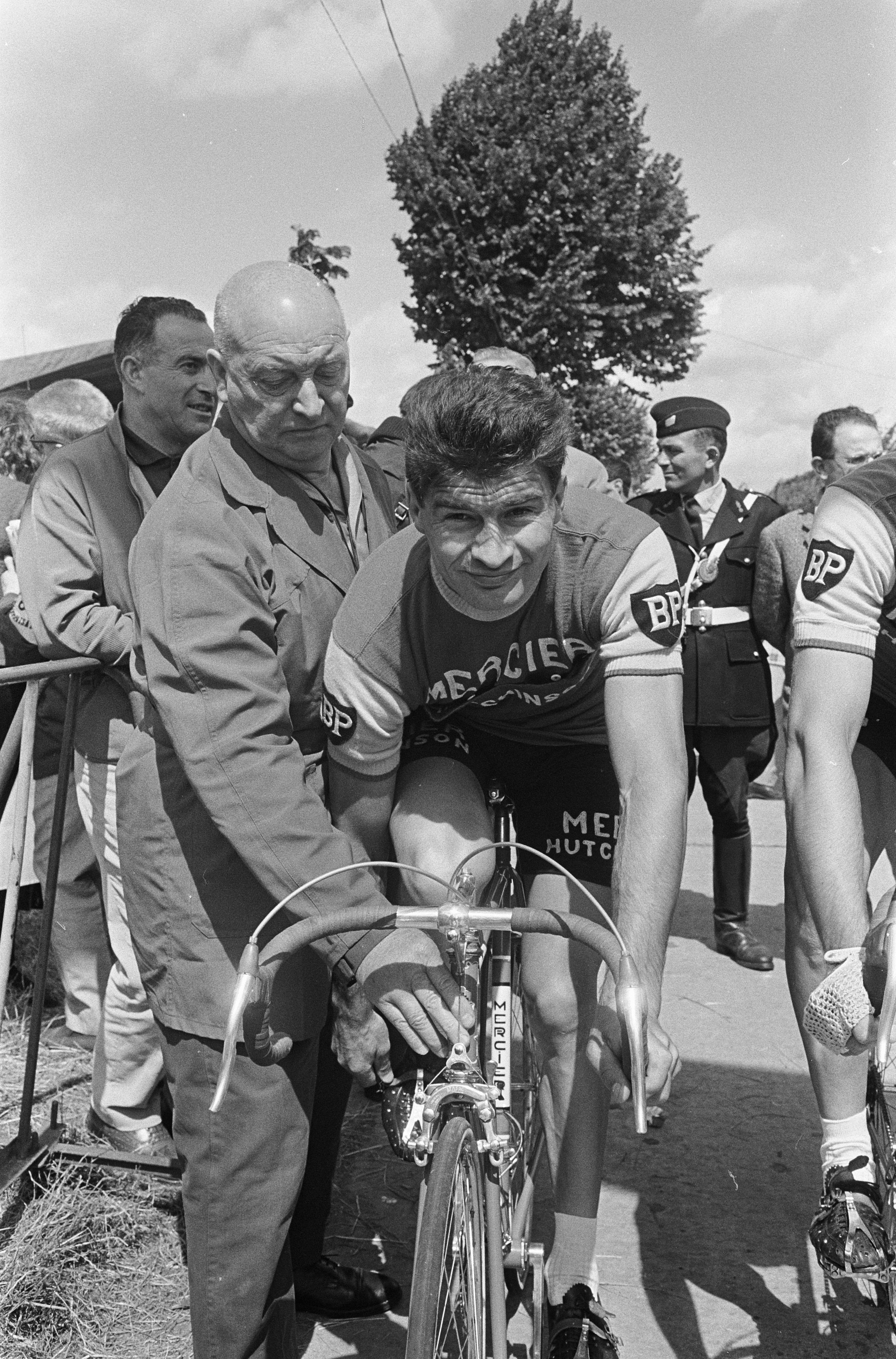
Poulidor tijdens de Ronde van Frankrijk 1966

1960
- Bordeaux-Saintes

1961
- Milaan-San Remo
- Frans kampioen op de weg, Elite
- Mont Faron (ITT)

1962
- 19e etappe Ronde van Frankrijk

1963
- 1e etappe Internationaal Wegcriterium
- Grote Landenprijs
- GP Lugano
- Waalse Pijl
- Ardens Weekend

1964
- 7e etappe Parijs-Nice
- 3e etappe Internationaal Wegcriterium
- Eindklassement Internationaal Wegcriterium
- 4e etappe (deel A) Dauphiné Libéré
- 15e etappe Ronde van Frankrijk
- 15e etappe Ronde van Spanje
- Eindklassement Ronde van Spanje

1965
- 2e etappe Internationaal Wegcriterium
- 5e en 14e etappe Ronde van Frankrijk
- 4e (deel A) en 16e etappe Ronde van Spanje

1966
- 6e etappe (deel B) Parijs-Nice
- 3e etappe Internationaal Wegcriterium
- Eindklassement Internationaal Wegcriterium
- 7e etappe (deel B) Dauphiné Libéré
- Eindklassement Dauphiné Libéré
- Mont Faron (ITT)
- 14e etappe (deel B) (ITT) Ronde van Frankrijk
- Subida a Arrate

1967
- 22e etappe (deel B) (ITT) Ronde van Frankrijk
- 15e etappe (deel B) Ronde van Spanje
- Boucles de l'Aulne
- Dwars door Lausanne

1968
- Internationaal Wegcriterium
- 3e etappe (deel B) Vierdaagse van Duinkerke
- 3e etappe Ronde van België
- Subida a Arrate

1969
- 1e etappe (deel A) Parijs-Nice
- 1e (deel A) en 5e (deel A) etappe Dauphiné Libéré
- Eindklassement Dauphiné Libéré

1971
- Internationaal Wegcriterium
- 5e etappe Étoile des Espoirs
- Eindklassement Étoile des Espoirs

1972
- 7e etappe (deel B) Parijs-Nice
- Eindklassement Parijs-Nice
- Criterium der Azen
- Internationaal Wegcriterium

1973
- Eindklassement Midi Libre
- Eindklassement Parijs-Nice
- 1e etappe Catalaanse Week

1974
- 6e etappe (deel B) Dauphiné Libéré
- 16e etappe Ronde van Frankrijk

## Resultaten in voornaamste wedstrijden
| Jaar | Ronde van Italië | Ronde van Frankrijk | Ronde van Spanje |
| ---- | ---------------- | ------------------- | ---------------- |
| 1960 |                  |                     |                  |
| 1961 |                  |                     |                  |
| 1962 |                  | ↑ (1)               |                  |
| 1963 |                  | 8e                  |                  |
| 1964 |                  | ↑ (1)               | ↑ (1)            |
| 1965 |                  | ↑ (2)               | ↑ (2)            |
| 1966 |                  | ↑ (1)               |                  |
| 1967 |                  | 9e (1)              | 8e (1)           |
| 1968 |                  | opgave              |                  |
| 1969 |                  | ↑                   |                  |
| 1970 |                  | 7e                  |                  |
| 1971 |                  |                     | 9e               |
| 1972 |                  | ↑                   |                  |
| 1973 |                  | opgave              |                  |
| 1974 |                  | ↑ (1)               |                  |
| 1975 |                  | 19e                 |                  |
| 1976 |                  | ↑                   |                  |

| Jaar | Milaan-San Remo | Gent-Wevelgem | Ronde van Vlaanderen | Parijs-Roubaix | Amstel Gold Race | Luik-Bast.‑Luik | Ronde van Lombardije | Waalse Pijl | Parijs-Tours |  | WK op de weg |  | Wereldranglijsten |
| ---- | --------------- | ------------- | -------------------- | -------------- | ---------------- | --------------- | -------------------- | ----------- | ------------ |  | ------------ |  | ----------------- |
| 1960 |                 |               |                      | 19e            |                  |                 | 96e                  |             | 7e           |  |              |  |                   |
| 1961 | ↑               |               | 17e                  | 36e            |                  |                 | 12e                  |             |              |  | ↑            |  | (SPP)             |
| 1962 |                 |               |                      | 5e             |                  |                 |                      |             |              |  | 25e          |  | 7e (SPP)          |
| 1963 | 57e             |               | 9e                   | 6e             |                  | 5e              | 13e                  | Goud        | ↑            |  | 5e           |  | (SPP)             |
| 1964 | ↑               | 61e           | 30e                  |                |                  |                 |                      |             | 15e          |  | ↑            |  | (SPP)             |
| 1965 | 41e             |               | 32e                  |                |                  |                 | 6e                   |             | 37e          |  | opgave       |  | 4e (SPP)          |
| 1966 | 7e              |               | 36e                  |                | 37e              |                 | ↑                    | 23e         | 9e           |  | ↑            |  | (SPP)             |
| 1967 | 33e             |               | 27e                  | 7e             |                  |                 | ↑                    |             | 89e          |  |              |  | 11e (SPP)         |
| 1968 | 5e              |               | 15e                  | 6e             |                  | ↑               | 16e                  |             | 60e          |  | 7e           |  | 14e (SPP)         |
| 1969 | 53e             |               |                      |                |                  |                 | 6e                   |             | 59e          |  |              |  | 4e (SPP)          |
| 1970 | 62e             |               |                      | 13e            |                  | 8e              |                      | 10e         | 34e          |  |              |  | 21e (SPP)         |
| 1971 |                 |               | 66e                  | 11e            |                  |                 |                      |             |              |  |              |  |                   |
| 1972 |                 | 27e           | 28e                  | 10e            |                  |                 | 15e                  | Zilver      | 80e          |  | 33e          |  | (SPP)             |
| 1973 | 46e             | 26e           |                      | 10e            |                  | 4e              |                      | 12e         | 35e          |  | 35e          |  | 9e (SPP)          |
| 1974 |                 | 13e           | 28e                  | 24e            | 18e              |                 |                      | 20e         |              |  | ↑            |  | 4e (SPP)          |
| 1975 |                 |               |                      |                |                  |                 |                      | 23e         | 28e          |  | 17e          |  | 49e (SPP)         |
| 1976 | 48e             |               | 42e                  | 13e            | 20e              | 8e              | 5e                   | 28e         | Zilver       |  | 24e          |  | 7e (SPP)          |